# Crivăț, Călărași
Crivăț este satul de reședință al comunei cu același nume din județul Călărași, Muntenia, România. Se invecineaza : la nord cu localitatile Gruiu si Budești la sud Căscioarele la est Radovanu iar la vest comuna Hotarele din judetul Giurgiu.